# Ligne de Bordeaux-Saint-Jean à Sète-Ville
La ligne de Bordeaux-Saint-Jean à Sète-Ville est l'une des grandes lignes du réseau ferroviaire français. Longue de 474 kilomètres et d'orientation ouest-nord-ouest – est-sud-est, cette ligne constitue une grande transversale permettant notamment de relier Bordeaux et Toulouse à Marseille ; elle fait également office de radiale, pour les liaisons TGV Paris-Montparnasse – Bordeaux – Toulouse, Intercités Paris-Austerlitz – Limoges – Toulouse (de Montauban à Toulouse, voire Narbonne pour les trains de nuit atteignant Cerbère), mais aussi les TGV Paris-Gare-de-Lyon – Béziers – Perpignan et plus généralement ceux reliant la France à l'Espagne (entre Narbonne et Sète).
Ouverte de 1855 à 1857 par la Compagnie des chemins de fer du Midi et du Canal latéral à la Garonne, électrifiée en deux étapes en 1935 puis 1980, elle constitue la ligne no 640 000 du réseau ferré national.

## Histoire

### Chronologie
- 24 août 1852 : concession à la  Compagnie du Midi[2].
- 31 mai 1855 : ouverture de Bordeaux à Langon[2].
- 4 décembre 1855 : ouverture de Langon à Tonneins[3].
- 29 mai 1856 : ouverture de Tonneins à Valence-d'Agen[4].
- 30 août 1856 : ouverture de Valence-d'Agen à Toulouse[5].
- 22 avril 1857 : ouverture de Toulouse à Cette (Sète)[6].
- 1862 : achèvement de la mise à double voie.
- 20 décembre 1935 : mise en service de l'électrification, en 1 500 V continu, entre Montauban et Sète.
- 1er juin 1980 : mise en service de l'électrification, également en 1 500 V continu, entre Bordeaux et Montauban.

### La ligne de l'océan à la Méditerranée

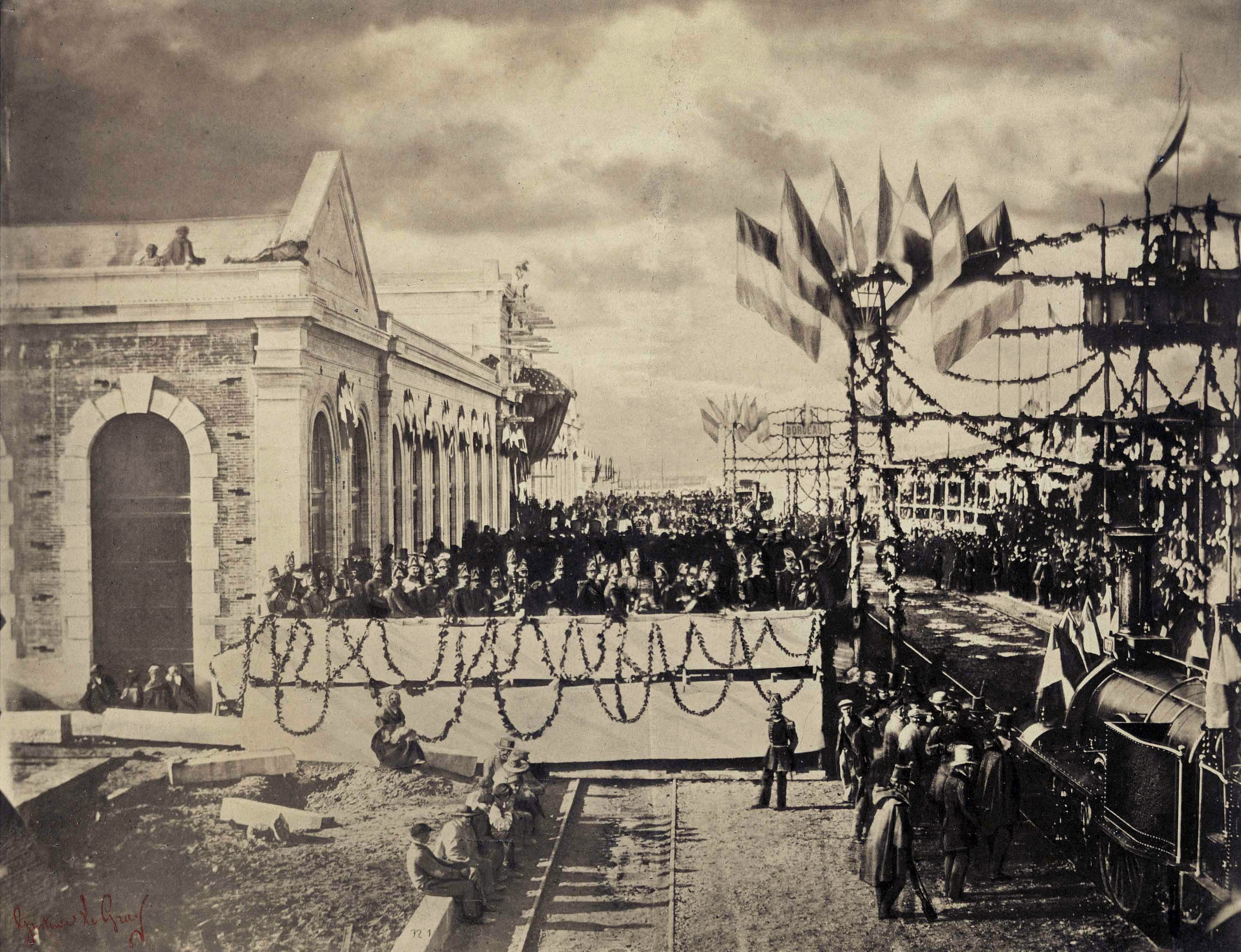
Inauguration du chemin de fer du Midi, de Toulouse à Cette, le 2 avril 1857 (photographie de Gustave Le Gray)

Le 21 août 1831, une ordonnance royale accepte la proposition de Messieurs Martin et Gimet de construire à leurs risques et périls une ligne de chemin de fer de Toulouse à Montauban. Toutefois, ce projet précoce n'est pas réalisé.
Dès 1837, Charles Joseph Colomès de Juillan, député des Hautes-Pyrénées et ingénieur des Ponts-et-Chaussées, demande l'établissement d'une ligne de chemin de fer reliant le port de Bordeaux à Tarascon, sur les rives du Rhône, avec plusieurs antennes en direction Bayonne, Tarbes, Foix et Perpignan. L'année suivante, Benoît Arzac, futur maire de Toulouse, demande la réalisation d'un chemin de fer dans la vallée de la Garonne, à la place du canal latéral à la Garonne.
La loi du 11 juin 1842 déclare d'utilité publique la réalisation d'une ligne de l'océan à la Méditerranée par Bordeaux, Toulouse et Marseille. Le 21 juin 1846, le chemin de fer de Bordeaux à Cette est concédé par une loi à la compagnie (Voir : Compagnie du chemin de fer de Bordeaux à Cette) représentée par Messieurs François-Xavier de Ezpeleta, Joseph Ricard, John-David Barry, Nicolas-Marie-Hippolyte Drouillard, Antoine Luzarche, Antoine-Adolphe-Charles-Ferdinand Royer, Jean-Auguste baron de Saguet. Toutefois, en 1847, cette compagnie dut renoncer à la concession.
La ligne est à nouveau concédée à Messieurs Ernest André et Cie par décret le 24 août 1852. Cette concession donne naissance à la Compagnie des chemins de fer du Midi et du Canal latéral à la Garonne. Les travaux débutent rapidement et la ligne est mise en service à voie unique au fur et à mesure de son avancement. Le premier tronçon, long de 41 kilomètres, de Bordeaux à Langon, est ouvert à la circulation le 31 mai 1855. Il est prolongé de 54 kilomètres jusqu'à Tonneins le 4 décembre 1855. Une nouvelle extension de 65 kilomètres jusqu'à Valence-d'Agen intervient le 20 mai 1856. Le 29 août 1856, l'ouverture d'une nouvelle section de 96 kilomètres permet d'atteindre Toulouse. Enfin, la ligne est achevée par la mise en service du tronçon de 219 kilomètres entre Toulouse et Cette le 22 avril 1857. La seconde voie a été progressivement posée sur toute la longueur de la ligne, et cette opération est achevée en 1862.

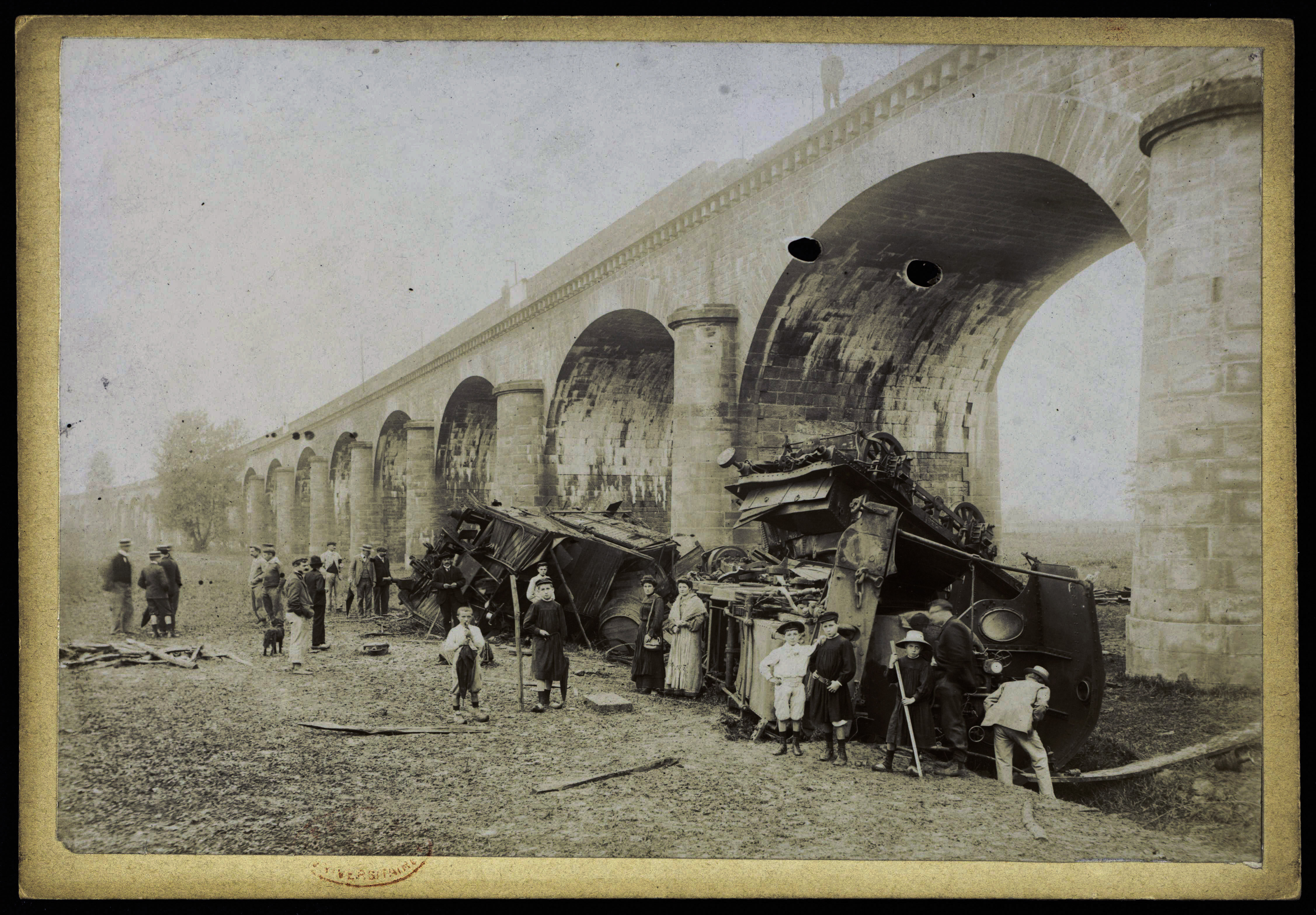
Accident du 24 septembre 1905.

Avant la Première Guerre mondiale afin d'améliorer la sécurité et d'augmenter le débit, la ligne est équipée du block automatique Banjo entre Bordeaux et Langon et du block automatique Paul et Ducousso de Langon à Sète.

### Modernisation et électrification de la ligne
Le 20 décembre 1935, la ligne est électrifiée par caténaire en courant continu 1500 volts entre Montauban et Sète. En revanche, le tronçon de Bordeaux à Montauban reste dépourvu d'électrification, pendant encore plus de quarante ans. À la même époque, le block Banjo frappé d'obsolescence est remplacé par du block automatique lumineux entre Bordeaux et Langon. En 1946, le block Paul et Ducousso est remplacé par un cantonnement téléphonique entre Langon et Montauban. La section de Langon à Montauban est équipée en block manuel unifié en 1957, remplacé en 1979-1980 par du block automatique lumineux.
Durant les années 1970, les régions SNCF Sud-Ouest et Méditerranée lancent une campagne de modernisation de la ligne. La caténaire de type Midi est progressivement remplacée par une caténaire unifiée. Le tracé connaît quelques améliorations avec des rectifications de courbes afin d'augmenter la vitesse de fond. Plusieurs gares sont remaniées avec installation de postes d'aiguillage tout relais à transit souple (PRS). Enfin, le block Paul et Ducousso est remplacé par du block automatique lumineux et du block automatique à permissivité restreinte entre Montauban et Sète selon les sections de 1968 à 1984. Ces opérations permettent d'augmenter les vitesses limites et le débit de la ligne.
Mais l'opération la plus remarquable est l'électrification du hiatus entre Bordeaux et Montauban : le 1er juin 1980, cette section est à son tour mise sous tension en 1 500 V continu après quatre années de travaux, assurant la continuité électrique de bout en bout de Bordeaux à Marseille, avec relèvement de la vitesse de fond de la ligne à 160 km/h.
En 1989, le viaduc sur le Lot à Aiguillon, considéré comme trop vétuste, est remplacé. Enfin en 1998, dernière opération majeure du siècle, le viaduc de Langon sur la Garonne fait à son tour l'objet d'un remplacement. Durant le même décennie, en 1996, la SNCF poursuit la modernisation des postes d'aiguillage, avec la mise en service d'un poste d'aiguillage tout relais à câblage géographique (PRG) à Langon, et d'un poste d'aiguillage à relais à commande informatique (PRCI) à La Réole,.

## Caractéristiques

### Tracé

#### De Bordeaux à Toulouse

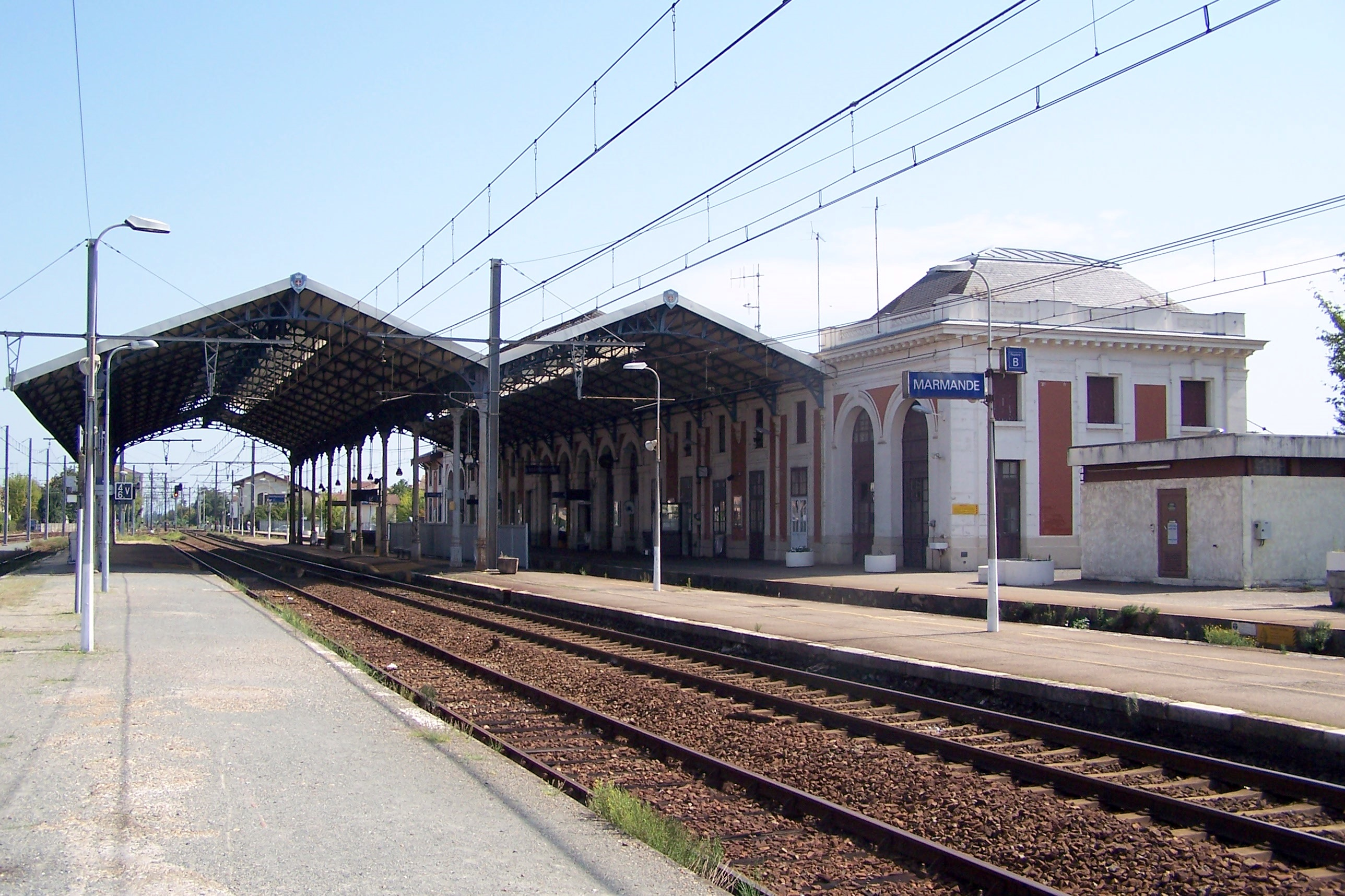
Les voies en direction de Toulouse en gare de Marmande.

La ligne de Bordeaux-Saint-Jean à Sète-Ville est tracée dans la large vallée de la Garonne, puis à l'est, dans celle de l'Aude. Elle possède un tracé présentant un bon profil, les rampes caractéristiques ne dépassant jamais la valeur de 5 ‰.
La ligne trouve son origine en gare de Bordeaux-Saint-Jean, dotée de douze voies à quai et trois en impasse côté sud. Suivant le cours de la Garonne, elle prend la direction du sud, franchit Bègles puis longe les voies du triage d'Hourcade, doté d'un faisceau de réception de 14 voies et d'un faisceau de triage disposant de 48 voies. Après Villenave-d'Ornon, la ligne s'accentue par une large courbe en direction du sud-est et quitte l'agglomération de Bordeaux pour aborder son vignoble, entre la forêt des Landes et les rives de la Garonne. Après Langon, qu'elle atteint après une courbe la dirigeant vers le nord-est, la ligne franchit le fleuve par un pont de trois travées de 210 mètres de longueur, puis un viaduc en maçonnerie de 32 arches, long de 631 mètres sur une zone inondable, pour s'établir sur sa rive droite et reprendre une direction orientale. Après avoir franchi deux courts tunnels (de 139 et 299 mètres), la ligne atteint La Réole. Elle atteint quelques kilomètres plus loin le département de Lot-et-Garonne après avoir repris la direction du sud-est et dessert Marmande, puis Tonneins après s'être incurvée vers le sud, avant de franchir le Lot par un viaduc de 165 mètres à double tablier métallique.
Après Aiguillon, le tracé s'infléchit vers l'est et franchit Port-Sainte-Marie, puis, après être passée en tunnel, long de 60 mètres, sous le canal latéral à la Garonne, la ligne atteint la gare d'Agen, dotée de quatre voies à quai, d'une voie en impasse vers l'ouest et d'une voie de circulation. Elle quitte alors le Lot-et-Garonne pour le Tarn-et-Garonne, encadrée par le fleuve et son canal latéral, qu'elle franchit avant d'atteindre Valence-d'Agen, puis Moissac. Elle reprend alors la direction du sud par une vaste courbe, franchit alors deux souterrains de Brienne et du Calvaire (tous deux de 54 mètres) puis le cours du Tarn par le pont de Cacor, à poutres cantilever en treillis.
Avec un tracé plus ou moins parallèle au canal des Deux-Mers, la ligne se dirige plein sud et atteint Castelsarrasin avant de s'incurver vers l'est et desservir Montauban, peu après la jonction à niveau des voies de la ligne des Aubrais - Orléans à Montauban-Ville-Bourbon, grand axe de Paris-Austerlitz à Toulouse par Limoges. La gare en courbe de Montauban-Ville-Bourbon dispose de quatre voies à quai et d'un faisceau de voies de garage.
Maintenant orientée vers le sud-ouest, la ligne traverse la forêt d'Agre avant de joindre de nouveau étroitement le canal des Deux-Mers dont elle demeure maintenant parallèle sur plusieurs dizaines de kilomètres jusqu'à l'entrée de Toulouse. Elle se réoriente alors progressivement vers le sud puis le sud-est et pénètre dans le département de la Haute-Garonne, où, peu après, un embranchement dessert le pôle logistique « Eurocentre ». Quelques kilomètres plus au sud, la ligne est longée par le triage de Saint-Jory sur environ quatre kilomètres, et dont le faisceau de triage compte 38 voies. À partir de l'extrémité sud du triage, le tracé est doté sur une dizaine de kilomètres de trois voies dont une banalisée. Après avoir passé le triangle de raccordement à la ligne de Saint-Sulpice (vers Albi et Capdenac), et dorénavant à quatre voies, la ligne atteint la gare de Toulouse-Matabiau, qui compte dix voies à quai plus quatre voies en impasse.

#### De Toulouse à Sète

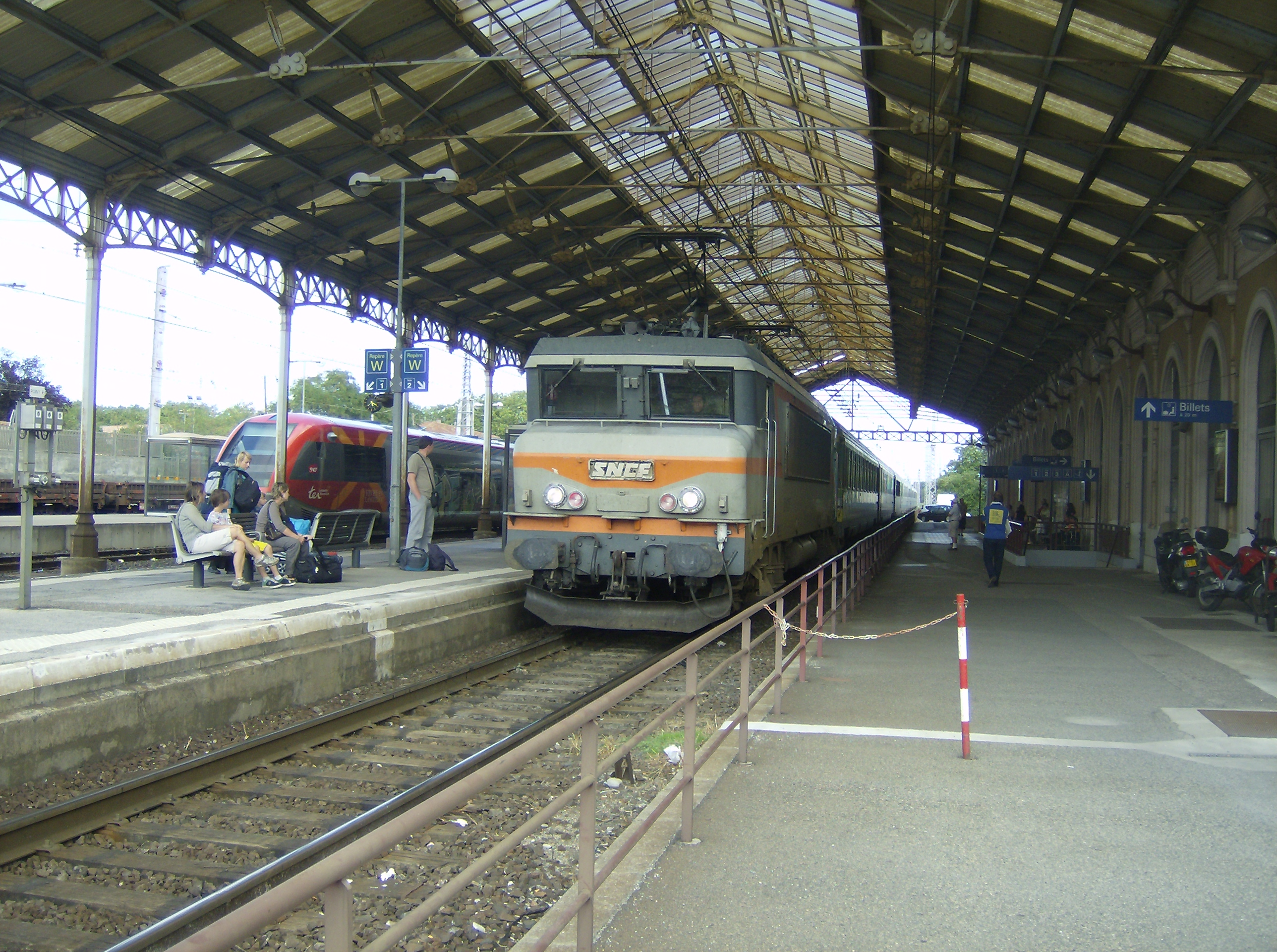
La marquise de la gare de Carcassonne.

Peu après avoir quitté la gare de Toulouse-Matabiau, la ligne s'engouffre dans les tunnels de Guilheméry, long de 104 mètres, puis se sépare à l'ouest des voies de la ligne de Toulouse à Bayonne. Le tracé s'infléchit alors franchement au sud-est et dessert des gares de l'agglomération toulousaine, de Montaudran jusqu'à Villefranche-de-Lauragais. Une troisième voie est présente entre Montaudran et Labège-Innopole. Après avoir quitté la Haute-Garonne pour le département de l'Aude en franchissant le seuil de Naurouze, la ligne dessert la gare de Castelnaudary. Après la gare de Bram, le tracé franchit le canal du Midi puis peu avant d'atteindre la gare de Carcassonne, la ligne est rejointe côté sud par celle à voie unique de Limoux et Quillan.
Après avoir desservi Carcassonne, gare dotée de trois voies à quai dont deux banalisées, la ligne franchit le cours de l'Aude et le canal puis le souterrain de Berriac, long de 419 mètres, pour longer de nouveau l'ancienne route nationale 113, ici parallèle à l'autoroute A61, au cours de l'Aude et au canal des Deux-Mers. Après la gare de Lézignan-Corbières, le tracé devient plus sinueux, avec courbes et contre-courbes afin de franchir le massif des Corbières et atteint rapidement le triangle de raccordement de la ligne de Narbonne à Port-Bou, côté sud, puis la gare de Narbonne, dotée de cinq voies à quai et d'une voie en impasse côté sud.
Maintenant orientée au nord-ouest et située dans la vaste plaine littorale du Languedoc, la ligne se dirige vers Béziers, qu'elle dessert après avoir franchi l'Orb sur un viaduc. Peu après la gare, elle se sépare au nord de la ligne de Béziers à Neussargues, dite « ligne des Causses », avant de se diriger plein est vers Agde, dont elle dessert la gare avant de franchir le cours de l'Hérault, puis d'emprunter le cordon littoral séparant la mer Méditerranée de l'étang de Thau. La ligne atteint alors la gare de Sète après avoir contourné le mont Saint-Clair par le nord, le long de l'étang. Le tracé se poursuit en direction du nord-est par la ligne de Tarascon à Sète-Ville.

### Équipement
La ligne est électrifiée en 1500 V continu, et équipée du block automatique lumineux (BAL) de Bordeaux au point kilométrique (PK) 47,3 (voie 1) ou 48,7 (voie 2), puis de Montauban à Sète, et du block automatique à permissivité restreinte (BAPR) des PK cités à Montauban (exclu), à l'exception de quelques pas de BAL à hauteur des gares de La Réole, Marmande, Tonneins, Aiguillon et Port-Sainte-Marie,.
Elle est par ailleurs dotée du contrôle de vitesse par balises (KVB) et d'une liaison radio sol-train sans transmission de données.

### Vitesses limites

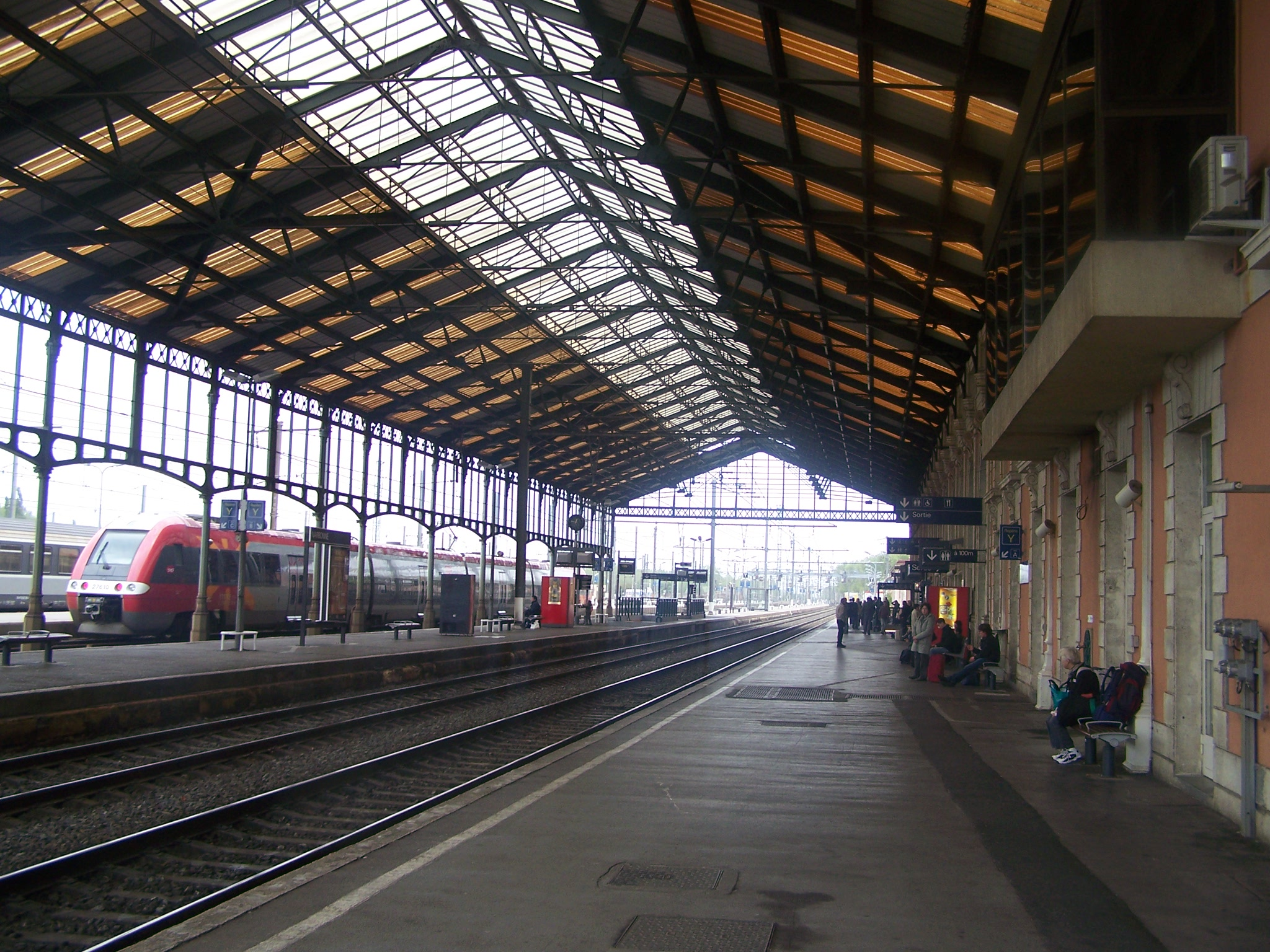
Quais et marquise de la gare de Narbonne, vue en direction de Sète.

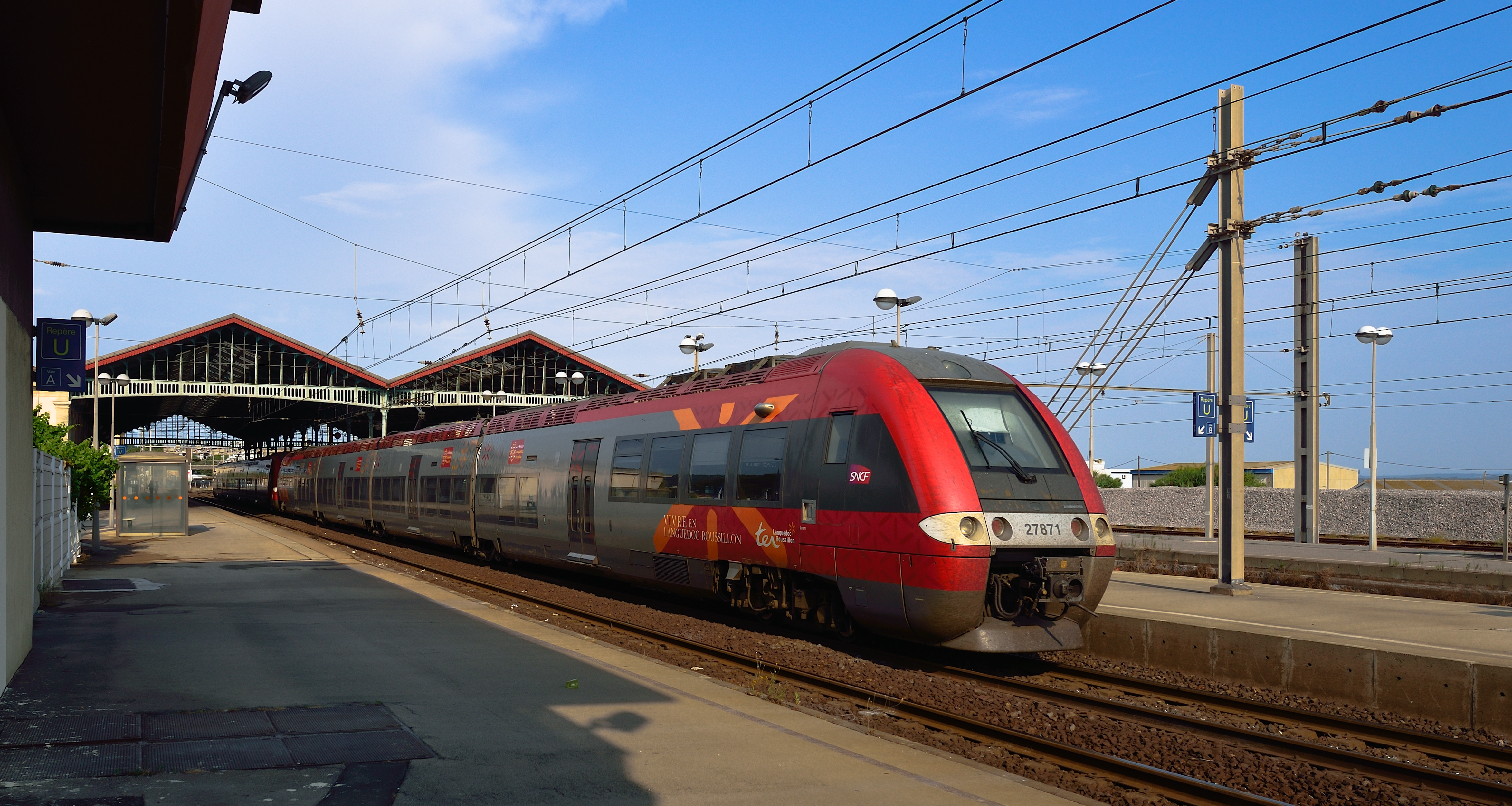
Unité-multiple d'éléments Z 27500 TER Languedoc-Roussillon en gare de Sète.

Les vitesses limites de la ligne en 2012 pour les trains Intercités, dans le sens impair, sont indiquées dans le tableau ci-dessous.
| De (PK)                      | À (PK)                       | Limite (km/h) |
| ---------------------------- | ---------------------------- | ------------- |
| Bordeaux-Saint-Jean (PK 0,0) | PK 105,5                     | 160           |
| PK 105,5                     | Agen (PK 135,5)              | 150           |
| Agen (PK 135,5)              | Bon-Encontre (PK 140,7)      | 140           |
| Bon-Encontre (PK 140,7)      | Malause (PK 168,4)           | 150           |
| Malause (PK 168,4)           | Moissac (PK 177,6)           | 130           |
| Moissac (PK 177,6)           | PK 188,5                     | 150           |
| PK 188,5                     | Lacourtensourt (PK 249,7)    | 160           |
| Lacourtensourt (PK 249,7)    | Toulouse Poste 1 (PK 254,5)  | 150           |
| Toulouse Poste 1 (PK 254,5)  | Toulouse-Matabiau (PK 256,4) | 130           |
| Toulouse-Matabiau (PK 256,4) | Carcassonne (PK 347,3)       | 160           |
| Carcassonne (PK 347,3)       | PK 373,2                     | 155           |
| PK 373,2                     | PK 392,8                     | 160           |
| PK 392,8                     | Narbonne (PK 406,1)          | 155           |
| Narbonne (PK 406,1)          | Sète (PK 475,9)              | 160           |

## Trafic
Lors de l'ouverture de la ligne à voie unique, le parcours de Bordeaux à Narbonne nécessite dix heures et quarante-cinq minutes de trajet avec les arrêts, soit une vitesse commerciale de 37,8 km/h. Mais les progrès de la traction font rapidement diminuer ces temps de parcours, et en 1897, les trains les plus rapides relient les deux villes en un peu plus de 7 h 30 min. En 1937, le rapide 101 abat la distance en 5 h 28 min avec arrêt à Agen, Montauban, Toulouse et Carcassonne.
En 1976, le même parcours demande 3 h 51 min soit une vitesse commerciale de 105 km/h, et la ligne offre une trame de dix relations entre Bordeaux et Toulouse dont deux de nuit, avec un temps de trajet de 2 h 15 min, et huit entre Toulouse et Narbonne, dont également deux de nuit, en 1 h 17 min de parcours.
En 2013, la ligne voit circuler différents types de trains selon les tronçons. Le nombre de circulations varie de 22 à 26 selon le sens entre Agen et Montauban, tronçon le moins chargé, et 48 à 54 trains entre Montauban et Carcassonne, tronçon le plus fréquenté.
La ligne voit circuler de bout en bout les Intercités Bordeaux - Montpellier - Marseille . Outre ce trafic, la typologie des circulations varie en fonction des tronçons.

### Bordeaux - Montauban
À l'origine, c'était une section radiale (prolongement de la ligne de Paris-Austerlitz à Bordeaux-Saint-Jean, la ligne des Aubrais - Orléans à Montauban-Ville-Bourbon n'existant pas), puis à partir de 1880 elle est devenue transversale (bien que les temps de parcours via Bordeaux et via Limoges soient à peu près les mêmes). Depuis 1995, elle est redevenue radiale avec le lancement de liaisons TGV de Paris à Toulouse. Si son aspect transversal est indéniable (axe entre Bordeaux, Toulouse, Montpellier et Marseille), son aspect radial est encore sujet à débat, comme en témoigne l'opposition entre les projets POLT et LGV Bordeaux-Toulouse.
Ce tronçon accueille les TGV (services TGV inOui et Ouigo) de Paris-Montparnasse à Toulouse via Bordeaux, les Intercités entre Bordeaux et Marseille, ainsi que les TER Nouvelle-Aquitaine et TER Occitanie assurant la desserte locale.

### Montauban - Narbonne
Cette section accueille un trafic varié :
- Intercités : Paris-Austerlitz – Toulouse / Latour-de-Carol / Lourdes / Hendaye / Cerbère (notamment des trains de nuit), Bordeaux / Toulouse – Montpellier – Marseille ;
- TGV : Paris-Montparnasse – Bordeaux – Toulouse (services TGV inOui et Ouigo) et les TGV intersecteurs Toulouse – Montpellier – Lyon ;
- des TER Occitanie, assurant la desserte locale[34].

### Narbonne - Sète
Outre les Intercités Bordeaux – Marseille et les TGV intersecteurs, ce tronçon voit circuler les TGV Paris-Gare-de-Lyon – Perpignan – Barcelone et les TER Occitanie assurant la desserte locale, ainsi que les AVE effectuant les liaisons Madrid – Marseille et Barcelone – Lyon.

## Projets
La ligne classique pourrait être doublée par une ligne à grande vitesse d'une longueur d'environ 200 kilomètres entre Bordeaux et Toulouse. Ce projet a pour but d'accélérer la desserte de Toulouse, en plaçant la ville à environ trois heures de Paris, et de constituer le premier maillon d'une ligne transversale à grande vitesse. La mise en service est envisagée en 2032. La gare LGV de Montauban-Bressols sera connectée à la ligne classique. Un autre tronçon de ligne la prolongeant entre Toulouse et Narbonne a également été  étudié par Réseau ferré de France.
Des projets d'adaptation de la ligne classique sont envisagés pour lier la LGV aux gares historiques de Bordeaux et Toulouse : Les Aménagements Ferroviaires au sud de Bordeaux et les Aménagements Ferroviaires au Nord de Toulouse. Dans le premier cas, la ligne est triplée sur 13 kilomètres et dans le second cas, la ligne est quadruplée sur 20 kilomètres . Les deux projets prévoient de rénover les gares et haltes existantes sur ces tronçons et d' améliorer les dessertes ferroviaires périurbaines.
La section Narbonne-Sète, tronçon de l'arc languedocien, sera doublée par la ligne nouvelle Montpellier - Perpignan. Des raccordements à la ligne existante sont prévus.